# تنورة فوقية
التنورة الفَوْقيّة هي تنورة نسائية قصيرة يتم لفها فوق لباس آخر، مثل تنورة أو بنطال.